# Alamis caffraria
Alamis caffraria är en fjärilsart som beskrevs av Heinrich Benno Möschler 1884. Alamis caffraria ingår i släktet Alamis och familjen nattflyn. Inga underarter finns listade i Catalogue of Life.